# World Team Challenge 2019
Die 18. World Team Challenge 2019 (offiziell: Joka Classic Biathlon World Team Challenge auf Schalke 2019) war ein Biathlonwettbewerb, der am 28. Dezember 2019 in der Veltins-Arena in Gelsenkirchen ausgetragen wurde.

## Ablauf
Der Wettkampf bestand erneut aus einer Kombination von Massenstart- und Verfolgungsrennen.

## Teilnehmer
Es starten 10 Teams mit Sportlern aus 9 Ländern.
Laura Dahlmeier feierte bei dieser Veranstaltung ihren Abschied.

## Ergebnisse

### Massenstart
| Rank | Name                                               | Country     | Time    |
| ---- | -------------------------------------------------- | ----------- | ------- |
| 1    | Dorothea Wierer / Lukas Hofer                      | Italien     | 32:16,9 |
| 2    | Laura Dahlmeier / Philipp Nawrath                  | Deutschland | +4,5    |
| 3    | Anastassija Merkuschyna / Dmytro Pidrutschnyj      | Ukraine     | +12,0   |
| 4    | Marte Olsbu Røiseland / Vetle Sjåstad Christiansen | Norwegen    | +16,6   |
| 5    | Anaïs Bescond / Antonin Guigonnat                  | Frankreich  | +26,1   |
| 6    | Lena Häcki / Benjamin Weger                        | Schweiz     | +36,2   |
| 7    | Lisa Hauser / Felix Leitner                        | Österreich  | +44,9   |
| 8    | Markéta Davidová / Michal Krčmář                   | Tschechien  | 48,4    |
| 9    | Denise Herrmann / Benedikt Doll                    | Deutschland | +1:08,7 |
| 10   | Jekaterina Jurlowa-Percht / Matwei Jelissejew      | Russland    | +1:43,9 |

### Verfolgung
| Rank | Name                                               | Country     | Time    |
| ---- | -------------------------------------------------- | ----------- | ------- |
| 1    | Marte Olsbu Røiseland / Vetle Sjåstad Christiansen | Norwegen    | 32:40,9 |
| 2    | Anastassija Merkuschyna / Dmytro Pidrutschnyj      | Ukraine     | +25,7   |
| 3    | Anaïs Bescond / Antonin Guigonnat                  | Frankreich  | +32,5   |
| 4    | Laura Dahlmeier / Philipp Nawrath                  | Deutschland | +33,1   |
| 5    | Dorothea Wierer / Lukas Hofer                      | Italien     | +1:03,4 |
| 6    | Lisa Hauser / Felix Leitner                        | Österreich  | +1:03,9 |
| 7    | Lena Häcki / Benjamin Weger                        | Schweiz     | +1:04,3 |
| 8    | Markéta Davidová / Michal Krčmář                   | Tschechien  | +1:10,5 |
| 9    | Denise Herrmann / Benedikt Doll                    | Deutschland | +1:48,2 |
| 10   | Jekaterina Jurlowa-Percht / Matwei Jelissejew      | Russland    | +2:50,1 |